# 정완호
정완호(鄭玩鎬, 1939년 1월 7일~)은 대한민국의 교육인이다.

## 학력
- 서울대학교 사범대학 생물교육과 졸업
- 서울대학교 교육대학원 과학교육과 석사
- 동국대학교 대학원 동물생태 이학 박사
- 서울대학교 대학원 과학교육 교육학 박사

## 약력
- 서울고등학교 교사
- 선린상업고등학교 교사
- 한국과학교육학회 회장
- 한국교원대학교 종합교육연수원 원장
- 한국생물교육학회 회장
- 한국과학교육단체총연합회장
- 한국교원대학교 총장

| 전임 우종옥 | 제6대 한국교원대학교 총장 2000년 2월 21일 ~ 2004년 2월 20일 | 후임 박배훈 |